# 訶梨跋摩
訶梨跋摩，意譯為師子鎧、獅子鎧、獅子胄，三、四世纪间中天竺僧人，婆罗门种姓，為經量部究摩羅陀之徒，《成實論》的作者。

## 生平
訶梨跋摩生於中天竺，從說一切有部的究摩羅陀出家。
後訶梨跋摩至華氏城與大眾部僧共住，「研心方等」。在《成實論》中明白說到了提婆的『四百觀論』，説明他在此時也研讀了大乘經論。他繼承經部究摩羅陀的思想，但羅陀是標準的譬喻師，而訶黎跋摩已大小兼學，著重於義理的立破，思想自由，表現出獨到的立場。

## 現代考證
根據其師為究摩羅陀，以及《成實論》跟《俱舍論》都引用了究摩羅陀的虎銜子頌，日本學者福原亮嚴認為訶梨跋摩與世親在世的時間相當接近，可能略早於世親。